# Трауттмансдорф, Фердинанд
Об австрийском канцлере см. Трауттмансдорф, Фердинанд фон
Фердинанд Трауттмансдорф (нем. Ferdinand Trauttmansdorff) (р. 28 июля 1950) — посол Австрии в Праге, представитель вельможного рода Траутмансдорфов.

## Биография
Назван в честь своего предка — австрийского канцлера. С 1970 по 1971 служил вольноопределяющимся в австрийской армии, потом начал изучать правовую науку в университете города Грац.
По окончании университета он отслужил в UN-Forces на Кипре. 
В 1975-1979 годах Трауттмансдорф работал ассистентом в институте международного права и международных отношений в университете Грацa. 
После этого он начал изучение европейского право в Collège d’ Europe в Брюгге.
В 1981 году поступил на дипломатическую службу Австрии.  Вначале работал референтом австрийского представительства в Женеве, потом в Бухаресте. 
В последующие годы он был  культурным советником  в австрийском посольстве в Вашингтоне.  С 1999 года он был послом в Каире, в Хартуме и в Лиссабоне.
С января 2010 — Фердинанд Трауттмансдорф австрийский посол в Праге.